# Faux bourdon
Faux bourdon (ook fauxbourdon aan elkaar geschreven of fauxbordon) – Franse benaming voor valse bas – is een muzikale harmonisering gebruikt in de late middeleeuwen en vroege renaissance, in het bijzonder door componisten uit de Bourgondische School. De monotone kwaliteit van de parallelle akkoorden, draagt bij tot de verstaanbaarheid van de meestal liturgische teksten. De eerste bekende toepassing van fauxbourdon-componeertechniek is te vinden omstreeks 1430 door de Vlaams-Nederlandse polyfonist Guillaume Dufay.

## Beschrijving
In zijn meest eenvoudige vorm, bestaat de faux bourdon uit de cantus firmus, die in de bovenstem ligt, en twee andere partijen die een sext en een volle kwart lager liggen, met andere woorden, de bovenstem wordt begeleid door onderkwart en ondersext, waardoor een reeks parallelle sextakkoorden ontstaat; dat waren voor die tijd 'volle' klanken. Aan begin en eind van de zinsdelen zijn samenklanken van kwint en octaaf geplaatst. Om monotonie te vermijden of om een cadens te creëren, daalt de laagste stem soms tot het lagere octaaf, en de begeleidende stemmen kunnen kleinere ornamenten hebben. Gewoonlijk wordt slechts een klein deel van een compositie in faux bourdon geschreven.

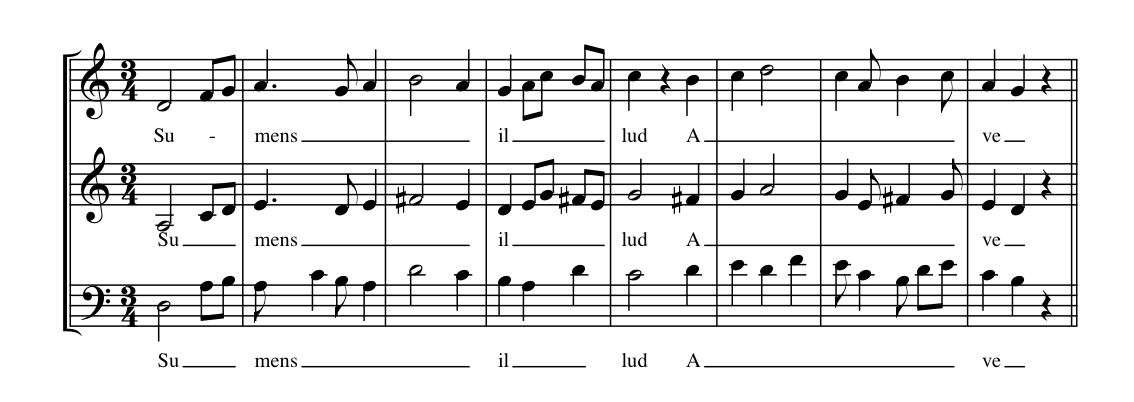
Voorbeeld van faux bourdon; de aanvang van de compositie Ave Maris Stella, het Maria-antifoon, in een zetting van Guillaume Dufay, omgezet in moderne muzieknotering. De bovenste en onderste stemmen zijn vrij gecomponeerd; de middelste lijn, omschreven als "faux bourdon" in het origineel, volgt de bovenstem, maar dan precies een kwart lager. De onderstem ligt vaak, maar niet altijd, een sext onder de bovenstem; ze is geornamenteerd en bereikt cadensen in het octaaf.

## Geschiedenis
Het vroegste voorbeeld van faux bourdon zou het Bologna- handschrift I-BC Q15 (Bologna, Civico museo bibliografico musicale, Q15) kunnen zijn. Het werd misschien omstreeks 1440 samengesteld; het bevat verschillende toepassingen van faux bourdon, onder meer van Dufay. Aangezien talrijke 15de-eeuwse composities anoniem zijn en ze moeilijk nauwkeurig te dateren zijn, kan moeilijk worden vastgesteld wie nu het eerst de fauxbourdontechniek heeft aangewend. Dufay's bijdrage tot de verzameling van het Bolognese handschrift bevat onder meer de eerste vermelding van het begrip, in het afsluitende deel van zijn Missa Sancti Jacobi.
De vroegste, zonder voorbehoud te dateren toepassing van de fauxbourdontechniek is te vinden in een motet van Dufay, Supremum est mortalibus, geschreven naar aanleiding van het verdrag waarmee de geschillen tussen paus Eugenius IV en keizer Sigismund werden weggeholpen, waarna Sigismund tot keizer van het Heilige Roomse Rijk werd gekroond, hetgeen gebeurde op 31 mei 1433. In dit vierstemmige motet bewegen de bovenste drie stemmen in faux bourdon, op het ogenblik waarop de tenor— de laagste stem, uitvalt. Bij Dufay werd de parallelle stem niet opgeschreven maar moest ze worden afgeleid. Dufay paste de techniek toe in 49 van zijn composities. Uit de Renaissance zijn ongeveer 125 werken bewaard die met deze techniek werden gecomponeerd.
De fauxbourdontechniek, die in tegenstelling tot de Engelse discant niet improviserend werd uitgevoerd, verschilde volkomen van de traditionele lineaire schrijfwijze van de 15de eeuw; tegenover een spel van contrasterende lijnen wordt hier een klankwerking van voor die tijd volle akkoorden geplaatst.
Ofschoon het eerste gebruik in Italië lijkt te moeten worden gesitueerd, zou faux bourdon een uitgesproken kenmerk worden van de Bourgondische School, die bloeide in de Nederlanden in het midden van de 15de eeuw. Componisten zoals Gilles Binchois, Antoine Busnois en Johannes Brassart maakten allen veelvuldig gebruik van de techniek, waarbij zij het faux bourdon steeds in hun persoonlijke stijl inpasten. De faux bourdon is buiten Italië vrij spoedig in onbruik geraakt; zijn voortzetting vindt men in de frottole tegen het eind van de 15de eeuw en later in de zogenaamde falso bordone, het in akkoorden reciteren.
Een ontwikkeling die in dit verband moet worden vermeld, hoewel die afzonderlijk verliep, vond plaats in Engeland in de 15de eeuw en werd faburden genoemd. Hoewel oppervlakkig verwant, vooral waar het ketens van 6-3-akkoorden met octaaf-kwint-samenklanken aan het eind van de zinnen met zich bracht, was faburden een schematische methode tot harmonisering van een bestaand gezang; in het geval van faburden, lag het gezang in de middelste stem.

## Hymnen
In een hymne, waar de gelovigen gewoonlijk in parallelle octaven zingen, zullen de meer geoefende zangers een hoge discant over de melodie zingen.

## Vierstemmige homofonie
Soms wordt faux bourdon beschouwd als een homofone vierstemmige zetting.